# Lenny Montana
Lenny Montana (született Leonardo Passafaro) (Brooklyn, New York, 1926. március 13. – Lindenhurst, New York, 1992. május 12.) olasz származású amerikai birkózó, pankrátor, verőember, gengszterek testőre, elítélt bűnöző, majd filmszínész. Első filmszerepét 1972-ben játszotta el, az alkatának tökéletesen megfelelő Luca Brasit alakította Francis Ford Coppola A Keresztapa című gengszter-trilógiájának első részében.

## Élete

### A nehézsúlyú pankrátor
Brooklynban született Leonardo Passafaro néven, emigráns olasz családban. Erős fizikumával, hatalmas termetével és testsúlyával – 198 cm (6 láb és 6 hüvelyk) magas volt, 107 kg (235 font) testtömeggel – nehézsúlyú birkózó lett. 1953-ban a szomszédos Jersey-ben kezdett pénzdíjas pankrációs versenyeken fellépni, Zebra Kid álnéven. Golden Terror álnevű társával már 1953. áprilisában elnyerte az NWA New Jersey Tag Team díját. Ekkor az amerikai Közép-Nyugatra ment.
1953 októberében Kansas City-ben elnyerte Dave Simstől az NWA középnyugati nehézsúlyú bajnoki címet, de még abban az évben el is vesztette, Sonny Myers-től elszenvedett vereségével. 1956-ban Dallasban – Len Crosby álnéven – Gene Kiniski nevű társával együtt elnyerte az NWA texasi bajnoki címét, Herb Freeman és Ray Gunkel ellen. Közben bárokban is dolgozott kidobóemberként.
Az 1950-es évek Montana a Carnival Circuit utazó mutatványos vállalkozáshoz szegődött és díjbirkózóként járta az országot. 1960-ban felfedezte az akkor még ismeretlen Eddie Sharkey tehetségét. Barátságot kötöttek, Montana lett Sharkey edzője. Még 1960-ban Montana (Len Crosby név alatt, Joe Christie társaként) megnyerte az NWA texasi bajnokságát. Ezután Hard Boiled Haggerty-vel társult, akivel 1960. október 4-én Minneapolisban legyőzték a Stan Kowalski–Tiny Mills párost, elnyerve az AWA World Tag Team bajnoki címét. Montana azonban a következő meccsen lábtörést szenvedett, és Haggerty új társ után nézett.
Felépülése után, 1961-ben Montana Floridában, Tampa Bay környéki versenyeken folytatta, ismét Zebra Kid álnéven. Régi ellenfelét, Eddie Grahamet küzdelmek hosszú sorozata után, 1962. május 1-jén, az NWA Déli Nehézsúlyú Bajnoksága során győzte le végleg.
1962. november 23-án társával, Gypsy Joe-val legyőzte a „Grizzly” Jake Smith–Luke Brown párost, és elnyerte az NWA Southern Tag Team bajnoki címét. Ezután Tarzan Tyler-rel társult. A páros 1963 folyamán három nehézsúlyú bajnoki címet nyert el (1963 áprilisában, júniusában és októberében).
Az 1960-as évek közepétől negyvenes éveibe lépő Montana – aki mindig érdeklődött a filmes szereplés iránt – ritkította pankrációs fellépéseit, és egyre sűrűbben járt Los Angeles-i castingokra. Az évtized végén megkapta első (még névtelen) filmszerepét, ezután teljesen felhagyott a pankrációval.

### A Colombo maffiacsalád „katonája”
Az 1960-as évek végén Montana a Colombo bűnözőklán – a New York-i szervezett alvilágot irányító Öt Család egyikének – szolgálatába szegődött.
Robusztus termetét, félelmet keltő testalkatát és hatalmas testi erejét a család piszkos munkát végző „katonájaként” kamatoztatta. Pénzbehajtóként, verőemberként működött, de specialitása a gyújtogatás volt. Kedvelt módszerei közé tartozott, hogy egy petróleummal átitatott tampont egy egér farkára kötve meggyújtott, és eleresztette a kiszemelt épületen belül. Máskor a kakukkos óra elé égő gyertyát állított, melyet az óraütéskor kiugró kakukk feldöntött, tüzet okozva. Elfogták, elítélték, a Rikers-szigeti börtönben ült néhány hónapot. Kiszabadulása után a Colombo család idősebb tagjai körül teljesített testőri szolgálatot.

### A filmszínész
Francis Ford Coppola rendező A Keresztapa c. bűnügyi filmtrilógiájának készítése ellen hevesen tiltakozott az olasz-amerikai alvilág, az Olasz-Amerikai Polgári Jogvédő Liga képében. Albert „Al” Ruddy producer fenyegetéseket kapott Joseph „Joe” Colombo maffiavezértől és annak védencétől, Frank Sinatra énekes-színésztől. Ruddynak végül sikerült kiegyeznie. A Liga támogatásának fejében a forgatókönyvek szövegéből törölték a maffia szót és a mellékszerepek egy részét gengszterek (mobsters) alakíthatták.
Colombo elsőként Lenny Montanát ajánlotta Ruddynak és Coppolának. Montana azonnal megkapta Luca Brasinak, Don Corleone (Marlon Brando) testőrének és verőemberének szerepét. (Magyar szinkronhangját később Farkas Antal adta). Habár csak igen rövid ideig volt látható a filmben (Brasit viszonylag hamar meggyilkolják), de hatalmas termete, fizikuma és egész fenyegető megjelenése ráirányította más rendezők és producerek figyelmét.
A Keresztapa sikerét követően Montana keresett karakterszínésszé vált. 1973-ban szerepelt A keresztapa másik arca című olasz szatírában. 1975-ben ismét verőembert alakított az Erőszakkal (Strike Force) című krimiben, az egészen fiatal Richard Gere társaságában. 1978-ban Harvey Keitel mellett tűnt fel, az Ujjak című filmben, mint Luchino pizzériatulajdonos. 1979-ben Steve Martin mellett szélhámost alakított A pacák (The Jerk) című vígjátékban. 1980-ban Jackie Chan mellett verekedett a Bunyó a javából (Battle Creek Brawl) kalandfilmben. Tévésorozatokban is feltűnt, így (a Magyarországon is vetítettek között) 1978-ban a Kojak és 1982-ben a Magnum egy-egy epizódjában. Szerepei megfeleltek fizikai alkatának, többnyire „izomagyú” verekedőt, erőszakos, fenyegető bűnözőt, gengsztert alakított.

### Visszavonulása, halála
Utolsó filmszerepe az 1982-es Blood song volt, ahol a forgatókönyv elkészítésében és a rendezésben is közreműködött. Ezután visszavonult a filmezéstől. 1992. május 12-én, 66 éves korában hunyt el a New York állambeli Lindenhurstben, szívinfarktus következtében.
A 2006-ban megjelent The Godfather videójátékban Luca Brasi figuráját Lenny Montana arcvonásaival ruházták fel, a figura Terence „Terry” McGovern színész hangján szólal meg.

## Filmszerepei
- 1969: Change of Habit, boltos (nem szerepel a stáblistán)
- 1972: A Keresztapa (The Godfather), Luca Brasi  (Mo. 1982)
- 1972: The Sixth Sense, tévésorozat, Barney
- 1973: Search (tévésorozat), Danny Ellis
- 1973: A keresztapa másik arca (L’altra faccia del padrino), Saro, rend. Franco Prosperi  (Mo 1975)
- 1975: Erőszakkal (Strike Force), tévéfilm, New York-i olasz dokkmunkás
- 1976: Patty, gengszter
- 1977: The Godfather: A Novel for Television (tévéfilm a mozifilmekből), Luca Brasi
- 1977: Contract on Cherry Street (tévéfilm), Phil Lombardi
- 1978: Ujjak (Fingers), Luchino
- 1978: Kojak (tévésorozat), 1 epizódban, McCoy
- 1978: Matilda (Mathilda), első testőr
- 1978: They Went That-A-Way & That-A-Way, Brick
- 1979: Seven (Hawaii Kahuna (méltóság)
- 1979: A pacák (The Jerk), szélhámos
- 1980: A kihívás (Defiance), Whacko
- 1980: Bunyó a javából (Battle Creek Brawl); John
- 1980: Below the Belt, névtelen szereplő
- 1981: Evilspeak, Jake
- 1981: …minden márvány (…All the Marbles), Jerome (testőr)
- 1982: A sátán keze (Pandemonium), edző
- 1982: Blood Song, hajós  (forgatókönyvíró is, producer is) rend  Alan J. Levi
- 1982: Magnum (tévésorozat), 1 epizódban, a márki testőre